# Blue with Lou
Blue With Lou ist ein Solo-Studioalbum des amerikanischen Rockmusikers Nils Lofgren, das am 26. April 2019 von Cattle Track Road Records veröffentlicht wurde. Die Produktion übernahm Lofgren gemeinsam mit seiner Frau Amy.

## Produktion
1979 begannen Lofgren und Lou Reed eine außergewöhnliche Zusammenarbeit, die von Bob Ezrin initiiert wurde, und aus der 13 Songs hervorgingen. Dabei stellten die beiden Musiker fest, dass Lofgren die Musik ziemlich leicht schrieb und an den Texten härter arbeiten musste, und das Gegenteil bei Reed der Fall war.
Von den gemeinsamen Songs finden sich 6 auf Blue With Lou, von denen 5 vorher noch nie veröffentlicht wurden, 5 auf weiteren Alben von Lofgren (A Fool Like Me, I Found Her und I’ll Cry Tomorrow auf Nils (1979), Life auf Damaged Goods (1995) und Driftin’ Man auf Break Away Angel (2001) ) und 3 auf The Bells von Reed (City Lights mit der Melodie von Reed, Stupid Man und With You).
Ein gemeinsamer Auftritt der beiden Künstler kam nie zustande.
Das Album wurde in Lofgrens Studio in Scottsdale, Arizona, mit dem Schlagzeuger Andy Newmark (spielte mit Pink Floyd, David Gilmour, David Bowie) und dem Bassisten Kevin McCormick (spielte mit Jackson Browne, John Mayall) in einer Trio-Besetzung aufgenommen, die an seine frühen Arbeiten mit Grin erinnert.
Die Overdubs wurden auf ein absolutes Minimum beschränkt.
Zur Motivation sagte Lofgren: „Ich wusste einfach, dass diese Songs gehört werden mussten, und als Lou starb, war es meine Aufgabe, das zu erledigen. So habe ich mit dem Schreiben für dieses Album begonnen, indem ich sie entstaubt habe.“
Bei den Slide-Teilen auf dem Titelstück Blue with Lou spielte Lofgren seine Gitarre von Zemaitis, die einst James Honeyman-Scott gehörte; sie war ein Geschenk von dessen Frau Peggy an Lofgren. Er versucht immer, diese Gitarre auf jeder seiner Platten zu spielen.

## Songs
Pretty Soon war der erste Song, zu dem es auch ein begleitendes Video gibt. Regisseur war Kii Arens.
In City Lights geht der namenlose Held nach Hause und genießt es, dass seine Stadt bei Nacht funkelt. Die Lichter der Stadt lassen ihn an den gleichnamigen Film von Charlie Chaplin denken, und das bringt ihn zum Nachdenken darüber, wie die USA Chaplin ins politische Exil getrieben hat: „We’re supposed to be a land of liberty“ (deutsch: „Wir sollen ein Land der Freiheit sein“).
Blue With Lou ist ein Tribut an Reed.
Cut Him Up ist ein düsteres, urbanes Märchen über einen Serienmörder.
Dear Heartbreaker ist ein Tribut an Tom Petty.
Remember You wurde inspiriert vom Tod von Lofgrens’ ersten beiden Hunden, Groucho und Rain.

## Rezeptionen
Das Album erhielt überwiegend positive Kritiken von der Fachpresse.
Lee Zimmerman vom Rock and Roll Globe meinte, dass glücklicherweise die von Lofgren allein komponierten Stücke denen, die er zusammen mit Reed geschrieben hat, in nichts nachstehen.
Stephen Thomas Erlewine, Senior Editor von AllMusic, schrieb, dass sich das Ganze gleichzeitig wie eine liebevolle Hommage an einen verstorbenen Freund und eine Wiederbelebung von Lofgrens ausdrucksstarkem Rock & Roll anfühlt.
PopMatters über das Album: „Wäre Blue With Lou ein Baseball, würde er aus dem Park fliegen, mit unbekanntem Ziel, während er seine Reise tief in den sternenübersäten Himmel fortsetzt, hoch über den Häusern, mit unbekanntem, aber sicher großartigem Endziel.“
Hal Horowitz schrieb für American Songwriter, dass, obwohl mehr als vier Jahrzehnte seit Lofgrens Blütezeit als Headliner in mittelgroßen Hallen vergangen sind, sich an seiner jugendlich klingenden Stimme, seinem mitreißenden Gitarrenspiel, seinem melodischen Songwriting und seinem jungenhaften Enthusiasmus wenig geändert hat.

## Tour
Um das Album zu promoten, tourte Lofgren im Mai 2019 mit der Studioband, verstärkt um seinen Bruder Tom Lofgren, durch Clubs in den USA. Das Programm konzentrierte sich auf Songs von Blue With Lou sowie auf Stücke aus Lofgrens langer Solokarriere und seiner Zeit bei Grin.

## Titelliste
Die Songschreiber sind in Klammern aufgeführt.
1. Attitude City (Reed, Lofgren) – 4:24
2. Give (Reed, Lofgren) – 5:56
3. Talk Thru The Tears (Reed, Lofgren) – 4:08
4. Pretty Soon (Lofgren) – 3:49
5. Rock Or Not (Lofgren) – 3:31
6. City Lights (Reed, Lofgren) – 4:15
7. Blue With Lou (Lofgren) – 7:12
8. Don’t Let Your Guard Down (Reed, Lofgren) – 2:52
9. Too Blue to Play (Lofgren) – 4:00
10. Cut Him Up (Reed, Lofgren) – 6:08
11. Dear Heartbreaker (Lofgren) – 5:02
12. Remember You (Lofgren) – 4:58